# Canik
Canik (pronunciat Janik) és un dels principals districtes en què està dividida la ciutat i província de Samsun, Turquia. Es troba a l'est del centre de la ciutat. Segons el cens del 2009, tenia un total de 89.753 habitants.

## Història
Tsaniq, Canik, Djanik i altres variants (georgià Txanètia o Tsanètia) és el nom d'una regió històrica de la vora de la mar Negra on desaigüen els rius Kizil i Yeşilırmak. El seu nom derivaria de la tribu georgiana dels tsan o txan. Les muntanyes de la regió són anomenades en turc Canik Dağları i es troben entre Samsun i Ordu.
Per bé que estava poblada per georgians, pertanyia a l'Imperi Romà d'Orient però el 1204 va ser ocupada pels georgians que hi van establir l'Imperi de Trebisonda (que va subsistir fins al 1460). Al segle xiv formà part del beylik dels Isfendiyar-oğlu de Kastamonu i fou incorporada a l'Imperi Otomà per Baiazet I ben avançat el segle, però fou perduda el 1402 davant Tamerlà, que va restablir el beylik. Mehmet I la va recuperar vers 1419, i fou un liwa de l'eyalat de Sivas amb capital a Samsun; al segle xix formà un sandjak de la wilaya de Trebisonda integrat per sis districtes o kada: Samsun, Fatsa, Uniye, Terme, Çarshamba i Bafra. Amb la república, després de 1923, va passar a formar part de la província de Samsun.